# WTA de Guadalajara 2 de 2022
O WTA de Guadalajara 2 de 2022 foi um torneio de tênis feminino disputado em quadras duras na cidade de Zapopan, no México. Tratou-se do 2º evento feminino de elite de Guadalajara em 2022 e o 1º de categoria WTA 1000, da série Open Akron.
Foi introduzido no calendário em substituição ao WTA de Pequim, que não acontecia desde 2020, e não retornou em 2022 devido a preocupações com a segurança e o bem-estar da tenista Peng Shuai, após alegações dela de abuso sexual contra o ex-vice-primeiro-ministro chinês Zhang Gaoli.

## Simples

### Cabeças de chave
| Cabeça | Ranking1 | Jogadora              |
| ------ | -------- | --------------------- |
| 1      | 4        | Paula Badosa          |
| 2      | 5        | Aryna Sabalenka       |
| 3      | 6        | Jessica Pegula        |
| 4      | 7        | Maria Sakkari         |
| 5      | 8        | Coco Gauff            |
| 6      | 10       | Caroline Garcia       |
| 7      | 11       | Daria Kasatkina       |
| 8      | 12       | Veronika Kudermetova  |
| 9      | 14       | Barbora Krejčíková    |
| 10     | 15       | Belinda Bencic        |
| 11     | 16       | Beatriz Haddad Maia   |
| 12     | 17       | Jeļena Ostapenko      |
| 13     | 18       | Madison Keys          |
| 14     | 19       | Danielle Collins      |
| 15     | 20       | Ekaterina Alexandrova |
| 16     | 21       | Petra Kvitová         |

- 1 Rankings de 10 de março de 2022.[3]

### Outras entradas
As seguintes jogadoras receberam convites para a chave principal:
- Eugenie Bouchard
- Fernanda Contreras Gómez
- Donna Vekić

A jogadora entrou na chave principal usando ranking protegido:
- Bianca Andreescu

As seguintes jogadoras entraram na chave principal passando pelo qualificatório:
- Elisabetta Cocciaretto
- Lauren Davis
- Kayla Day
- Caroline Dolehide
- Magdalena Fręch
- Linda Fruhvirtová
- Rebecca Marino
- Asia Muhammad

As seguintes jogadoras entraram na chave principal como lucky losers:
- Elina Avanesyan
- Nao Hibino
- Laura Pigossi

### Desistências
Antes do torneio
- Amanda Anisimova → substituída por  Sloane Stephens
- Sofia Kenin → substituída por  Ann Li
- Anett Kontaveit → substituída por  Anna Kalinskaya
- Petra Martić → substituída por  Magda Linette
- Garbiñe Muguruza → substituída por  Marta Kostyuk
- Shelby Rogers → substituída por  Nao Hibino
- Alison Riske-Amritraj → substituída por  Laura Pigossi
- Zhang Shuai → substituída por  Elina Avanesyan
- Zheng Qinwen → substituída por  Tereza Martincová

## Duplas

### Cabeças de chave
| Cabeça | Ranking1 | Equipe                   | Equipe             |
| ------ | -------- | ------------------------ | ------------------ |
| 1      | 3        | Barbora Krejčíková       | Kateřina Siniaková |
| 2      | 7        | Veronika Kudermetova     | Elise Mertens      |
| 3      | 11       | Coco Gauff               | Jessica Pegula     |
| 4      | 15       | Gabriela Dabrowski       | Giuliana Olmos     |
| 5      | 19       | Lyudmyla Kichenok        | Jeļena Ostapenko   |
| 6      | 28       | Nicole Melichar-Martinez | Ellen Perez        |
| 7      | 30       | Desirae Krawczyk         | Demi Schuurs       |
| 8      | 37       | Xu Yifan                 | Yang Zhaoxuan      |

- 1 Rankings de 10 de outubro de 2022.

### Outras entradas
As seguintes duplas receberam convites para a chave principal:
- Victoria Azarenka /  Bethanie Mattek-Sands
- Fernanda Contreras Gómez /  Camila Osorio
- Caroline Dolehide /   Coco Vandeweghe

As seguintes duplas entraram como alternates:
- Elisabetta Cocciaretto /  Martina Trevisan
- Marta Kostyuk /  Tereza Martincová

### Desistências
Antes do torneio
- Anna Bondár /  Kimberley Zimmermann → substituída por  Nadiia Kichenok /  Kimberley Zimmermann
- Caroline Dolehide /  Coco Vandeweghe → substituída por  Marta Kostyuk /  Tereza Martincová
- Asia Muhammad /  Zhang Shuai → substituída por  Elisabetta Cocciaretto /  Martina Trevisan

## Finais
| Categoria | Campeã(s)                   | Vice-campeã(s)                    | Resultado          | Chave(s)  | Chave(s)       |
| --------- | --------------------------- | --------------------------------- | ------------------ | --------- | -------------- |
| Simples   | Jessica Pegula              | Maria Sakkari                     | 6–2, 6–3           | principal | qualificatório |
| Duplas    | Storm Sanders Luisa Stefani | Anna Danilina Beatriz Haddad Maia | 7–64, 26–7, [10–8] | principal | principal      |